# Exposición Internacional de Tsukuba (1985)
La Exposición Especializada de Tsukuba de 1985 fue regulada por la Oficina Internacional de Exposiciones y tuvo lugar del 17 de marzo al 16 de septiembre de dicho año en la ciudad japonesa de Tsukuba. Esta exposición especializada tuvo como tema " la Ciencia para el hombre de la casa" y recibió a 20.334.727 visitantes.

## La exposición

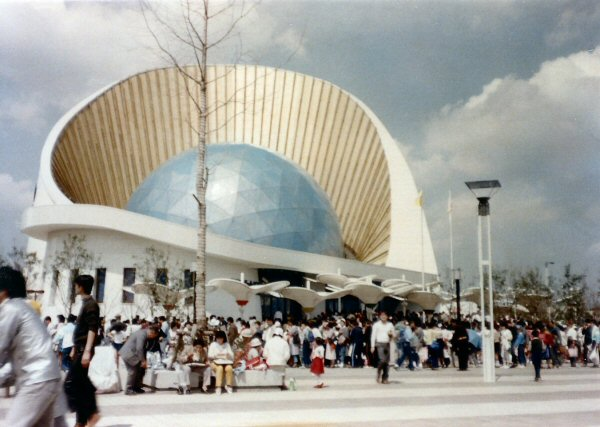
Pabellón de Fuyō

La candidatura de la muestra se presentó el 22 de abril de 1981. La exposición estuvo dedicada a los adelantos de la ciencia y la tecnología, pretendiendo ofrecer un panorama de la evolución tecnológica y su impacto en la vida cotidiana y haciendo que la ciencia y la tecnología fueran accesibles a las masas.
La exposición tenía una intención doble: por un lado, se esperaba que la exposición aumentara la reputación de Japón como un país de innovación en tecnología. Por otro lado, se pretendía que la exposición le diera publicidad a Tsukuba, una ciudad creada 2 décadas antes como centro científico, pero sin gran éxito.
Entre las atracciones de la exposición destaca el Jumbotron, una enorme pantalla de televisión desarrollada por la firma japonesa Sony.

## Países participantes
A la exposición asistieron 48 países, además de varias empresas.
Mostrados por continente, los países participantes fueron los siguientes:
| - Costa de Marfil - Egipto - Kenia - Senegal | - Seychelles - Túnez - Zambia |

| - Brunéi - China - Filipinas - Indonesia - Irán | - Japón - Corea del Sur - Nepal - Sri Lanka - Tailandia |

| - Brasil - Belice - Canadá - Costa Rica - Jamaica | - Panamá - República Dominicana - Estados Unidos - Uruguay |

| - Bélgica - Bulgaria - Francia - Alemania Occidental - Italia - Portugal | - Reino Unido - Suecia - Suiza - Unión Soviética - Turquía - Yugoslavia |

| - Australia - Fiyi - Kiribati - Nauru - Papúa Nueva Guinea | - Samoa - Islas Salomón - Tonga - Tuvalu - Vanuatu |

En cuanto a las empresas, quienes participaron fueron las siguientes:
| - Hitachi - Toshiba - Mitsui - Grupo Sumitomo - UCC Ueshima Coffee Co. - NTT | - Kodansha - Mitsubishi - IBM - Karumakan - Fujitsu - TDK | - Matsushita - Fuyo Group - Sony - Daiei - NEC - Shūeisha - Japan Airlines |

Así mismo, también estuvieron en la exposición la ONU, la Comunidad Económica Europea, la OCDE y el Banco de desarrollo asiático, al igual que el gobierno de la Prefectura de Ibaraki.